# Pāṭimokkha
| Theravada Bhikkhu Pāṭimokkha |
| |
| Els monjos budistes Patimokkha pali cantant a l'església budista el dia d'Uposatha, gravats des de Wat Khung Taphao, província d'Uttaradit, Tailàndia. |
| |

En el budisme Theravada, el Pāṭimokkha és el codi bàsic de la disciplina monàstica, que consta de 227 regles per a monjos totalment ordenats (bhikkhus) i 311 per a monges (bhikkhuṇīs). Està contingut al Suttavibhaṅga, una divisió del Vinaya Piṭaka.
Algunes regles contenen principis morals; però la major part estableixen les prescripcions de l'ordre sobre el vestit, dels aliments, de les cerimònies, etc... i el càstig en què s'incorre per la seva inobservança, càstig que en quatre casos consisteix en l'expulsió de la ordre i als altres en la suspensió per temps determinat. El nom d'ordre mendicant que s'aplica a aquesta mena d'associació és summament impropi, doncs res no té de comú l'ordre budista amb les cristianes. La primera no té monestirs, abats o jerarquia i vots d'obediència.
Cap membre de l'ordre no és cap sacerdot ni té facultat d'absoldre, i tothom pot apartar-se de l'associació quan vulgui sense cap formalitat. Ja hem vist, a més, que les regles presenten principalment un caràcter pràctic i marquen la conducta que cal observar entre els individus respecte de les coses tingudes en comú. Aquestes regles van anar canviant segons els costums de l'època i moltes s'han donat a l'oblit, malgrat tot, els seguidors de l'antiga tradició han estat recitant-les cada quinzena des dels temps de Buda fins als nostres dies, en el sagrat o en la uposaza, en què es reunien en capítol.

Aquesta ordre té precedents anteriors a Buda, que els budistes van aprofitar i van transformar, i per això el Pāṭimokkha no figura entre els llibres del cànon budista, encara que totes les seves paraules hi consten, dins del llibre anomenat Sutta-vihhanga. Es desconeix el significat de la paraula Pāṭimokkha; però l'Antic Comentari ho explica dient que 
| « | <És el principi, és el rostre, és el principal de les bones qualitats. I, per tant, es diu Pāṭimokkha.> | » |

De totes maneres el cànon budista utilitza aquest nom i els seus derivats en el sentit d'obligació o codi. La història del Pāṭimokkha a l'Índia és molt obscura: conservat probablement per les diferents escoles budistes primitives, quan passats sis o set segles, alguns budistes van deixar el pali pel sànscrit, van prescindir també probablement del Pāṭimokkha, que tampoc no es troba entre les nombroses sectes de la Xina i el Japó que van seguir les doctrines d'aquelles escoles índies reformades.